# 小窗凹緣䗩
小窗凹緣，是原始腹足目裂螺科边罅螺属的一种。

## 分佈
見於中国大陆的西沙群島海域，常栖息在潮下带水深50-200米。